# Dilate
Dilate è il settimo album in studio della cantautrice statunitense Ani DiFranco, pubblicato nel 1996.

## Tracce
Testi e musiche di Ani DiFranco eccetto dove indicato.
1. Untouchable Face – 4:38
2. Outta Me, Onto You – 4:35
3. Superhero – 4:45
4. Dilate – 4:48
5. Amazing Grace – 7:07 (John Newton)
6. Napoleon – 6:24
7. Shameless – 4:51
8. Done Wrong – 6:31
9. Going Down – 4:50
10. Adam and Eve – 6:37
11. Joyful Girl – 5:04